# Bruno Silva (cyclisme, 1988)
Pour les articles homonymes, voir Bruno Silva.
Ferreira Silva est un nom portugais ; le premier nom de famille (d'usage facultatif) est Ferreira et le second est Silva.
Bruno Duarte Ferreira Silva, né le 17 mai 1988 à Valongo, est un coureur cycliste portugais. Il est membre de l'équipe Tavfer-Mortágua-Ovos Matinados.

## Palmarès
- 2003
  - Prix de Rendufe
- 2004
  - Prix de la ville de Barcelos
- 2005
  - Prix de la ville de Penafiel
- 2008
  - Tour de Madère :
    - Classement général
    - 3e étape

  - 2e du championnat du Portugal sur route espoirs
- 2009
  - Tour de Madère :
    - Classement général
    - Prologue (contre-la-montre par équipes), 1re, 2e et 4e étapes

  - 3e du Tour du Portugal de l'Avenir
- 2010
  - 3e étape du Tour du Portugal de l'Avenir
  - 2e étape du Tour de Madère
  - 2e du Tour de Madère
- 2011
  - 3e du Tour de Tenerife
- 2012
  - 3e du Circuit de Malveira
- 2013
  - Challenge de Loulé
  - 3e du Circuit de Nafarros
- 2014
  - 3e du Circuit de Nafarros
- 2015
  - 3e du Grande Prémio Jornal de Notícias
- 2016
  - Circuit de Nafarros
- 2017
  - 2e du Circuit de Nafarros
- 2018
  - 2e du Circuit de Nafarros
- 2019
  - Circuit de Nafarros
- 2022
  - 1re étape du Grande Prémio Douro Internacional
  - 3e du Grand Prix de Mortágua

## Classements mondiaux
| Année           | 2011   | 2012 | 2013 | 2014 | 2015 | 2016   |
| --------------- | ------ | ---- | ---- | ---- | ---- | ------ |
| UCI Europe Tour | 1 054e | 430e | 400e | nc   | nc   | 1 125e |